# General Carlos Pacheco
General Carlos Pacheco, también llamada El Terrero es una localidad del estado mexicano de Chihuahua, localizada en el suroeste del estado y en el municipio de Balleza.

## Localización y demografía
La población es más comúnmente conocida únicamente como El Terrero, siendo su nombre original San Nicolás del Terrero, sin embargo, su nombre fue modificado oficialmente a General Carlos Pacheco en honor de Carlos Pacheco Villalobos, héroe de la Guerra de Reforma y de la Segunda Intervención Francesa que nació en el pueblo, sin embargo, ante el continuo uso del anterior topónimo se optó por incorporar ambos en su nombre oficial.
Se encuentra localizado en las coordenadas 27°01′01″N 106°20′42″O / 27.01694, -106.34500 y a una altitud de 1,560 metros sobre el nivel del mar, en la zona inmediata a las estribaciones de la Sierra Madre Occidental, está asentado a unos 10 kilómetros al norte de la cabecera municipal, Balleza, con la cual se une mediante una carretera de terraceráa, en Balleza dicho camino se enlaza con la Carretera estatal 23 de Chihuahua que lo comunica hacia el oeste con Guachochi y hacia el este con Parral. De acuerdo a los resultados del Conteo de Población y Vivienda realizado en 2005 por el Instituto Nacional de Estadística y Geografía, Carlos Pacheco tiene una población de 499 habitantes, de los cuales 244 son hombres y 255 mujeres.
General Carlos Pacheco tiene el carácter de Sección Municipal del municipio de Balleza.